# Salto em grandes alturas no Campeonato Mundial de Esportes Aquáticos de 2023 - Feminino

A competição feminina de salto em grandes alturas no Campeonato Mundial de Esportes Aquáticos de 2023 fora realizada nos dias 25 e 27 de julho de 2023 no Fukuoka Prefectural Pool em Fukuoka, no Japão. Ao todo, 20 participantes de 13 Comitês Olímpicos Nacionais participaram do evento.

## Cronograma
Todos os horários estão na Hora Legal Japonesa (UTC+09).
| Data        | Hora  | Evento     |
| ----------- | ----- | ---------- |
| 25 de julho | 11:30 | Rodada 1-2 |
| 26 de julho | 12:55 | Rodada 3-4 |

## Medalhistas
| Ouro                         | Prata                  | Bronze                    |
| Rhiannan Iffland · Austrália | Molly Carlson · Canadá | Jessica Macaulay · Canadá |

## Resultados
As duas primeiras rodadas começaram em 25 de julho às 11:30. A terceira rodada fora realizada no dia 26 de julho às 12h e a última rodada às 12h45.
| Pos.              | Saltadora         | CON            | R1.   | P. | R2.   | P. | R3.   | P. | R4.    | P. | Total  |
| ----------------- | ----------------- | -------------- | ----- | -- | ----- | -- | ----- | -- | ------ | -- | ------ |
| Medalha de ouro   | Rhiannan Iffland  | Austrália      | 66.30 | 1  | 94.60 | 1  | 90.10 | 1  | 106.40 | 1  | 357.40 |
| Medalha de prata  | Molly Carlson     | Canadá         | 58.50 | 4  | 92.00 | 2  | 79.90 | 3  | 92.40  | 4  | 322.80 |
| Medalha de bronze | Jessica Macaulay  | Canadá         | 59.80 | 3  | 87.75 | 4  | 71.40 | 8  | 102.00 | 2  | 320.95 |
| 4                 | Simone Leathead   | Canadá         | 62.40 | 2  | 91.20 | 3  | 74.80 | 6  | 84.00  | 7  | 312.40 |
| 5                 | Meili Carpenter   | Estados Unidos | 54.60 | 9  | 85.80 | 5  | 62.40 | 13 | 96.75  | 3  | 299.55 |
| 6                 | Xantheia Pennisi  | Austrália      | 49.40 | 14 | 68.00 | 9  | 81.60 | 2  | 91.20  | 5  | 290.20 |
| 7                 | María Quintero    | Colômbia       | 58.50 | 4  | 73.80 | 6  | 76.50 | 4  | 79.80  | 8  | 288.60 |
| 8                 | Patricia Valente  | Brasil         | 50.70 | 13 | 72.20 | 7  | 74.80 | 6  | 66.50  | 12 | 264.20 |
| 9                 | Elisa Cosetti     | Itália         | 55.90 | 8  | 51.30 | 14 | 76.50 | 4  | 74.80  | 9  | 258.50 |
| 10                | Ellie Smart       | Estados Unidos | 58.50 | 4  | 56.70 | 12 | 45.90 | 19 | 87.40  | 6  | 248.50 |
| 11                | Ginni van Katwijk | Países Baixos  | 32.50 | 19 | 65.10 | 10 | 62.90 | 11 | 72.20  | 10 | 232.70 |
| 12                | Madeleine Bayon   | França         | 42.90 | 16 | 49.50 | 15 | 62.00 | 14 | 70.40  | 11 | 224.80 |
| 13                | Iris Schmuidbauer | Alemanha       | 53.30 | 11 | 38.70 | 19 | 62.90 | 11 | 60.90  | 13 | 215.80 |
| 14                | Maria Smirnov     | Estados Unidos | 53.30 | 11 | 52.70 | 13 | 56.10 | 16 | 46.25  | 17 | 208.35 |
| 15                | Alejandra Aguilar | México         | 46.80 | 15 | 62.70 | 11 | 39.15 | 20 | 56.10  | 16 | 204.75 |
| 16                | Susanna Fish      | Estados Unidos | 42.90 | 16 | 41.80 | 19 | 59.50 | 15 | 58.90  | 15 | 203.10 |
| 17                | Carlota González  | Espanha        | 58.50 | 4  | 71.30 | 8  | 47.60 | 18 | 25.60  | 20 | 203.00 |
| 18                | Morgane Herculano | Suíça          | 39.00 | 18 | 44.20 | 17 | 67.20 | 10 | 45.90  | 18 | 196.30 |
| 19                | Emily Chinnock    | Austrália      | 54.60 | 9  | 37.80 | 20 | 71.40 | 8  | 30.40  | 19 | 194.20 |
| 20                | Annika Bornebusch | Dinamarca      | 31.20 | 20 | 48.00 | 16 | 49.50 | 17 | 59.40  | 14 | 188.10 |